# Heinrich Schmoll
Heinrich Schmoll (* 12. Mai 1811 in Wehlheiden; † 30. Mai 1872 ebenda) war ein deutscher Bürgermeister und Mitglied der kurhessischen Ständeversammlung.

## Leben
Heinrich Schmoll wurde als Sohn des Walter Schmoll und dessen Ehefrau Henriette Schön geboren. In seinem Heimatort übte er das Amt des Bürgermeisters aus und erhielt in dieser Funktion im Jahre 1848 ein Mandat für die kurhessische Ständeversammlung. Schmoll blieb bis 1849 in dem Parlament, das nach den Unruhen im Jahre 1830 zum Zweck der Beratung und Verabschiedung einer Verfassung gebildet wurde und bis 1866 Bestand hatte, als das Land Hessen durch Preußen annektiert wurde. 